# Orthetrum sagitta
Orthetrum sagitta är en trollsländeart som beskrevs av Friedrich Ris 1915. Orthetrum sagitta ingår i släktet Orthetrum och familjen segeltrollsländor. IUCN kategoriserar arten globalt som otillräckligt studerad. Inga underarter finns listade i Catalogue of Life.